# 落葉型天疱瘡

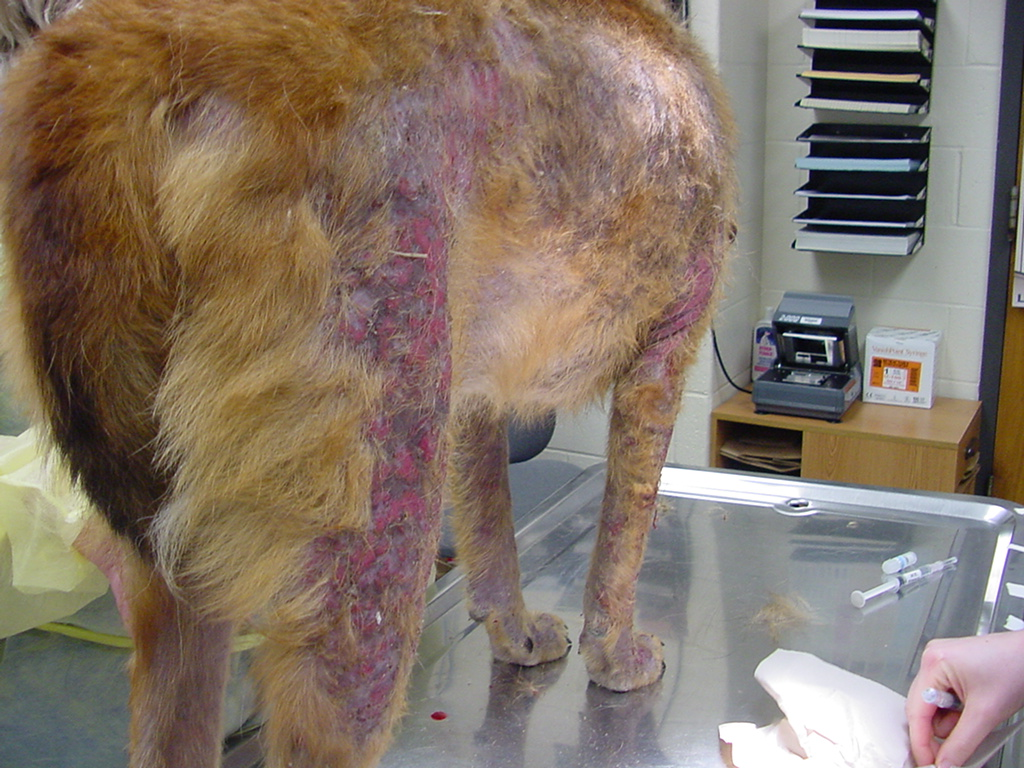
在獸醫院等待治療的落葉型天疱瘡病狗

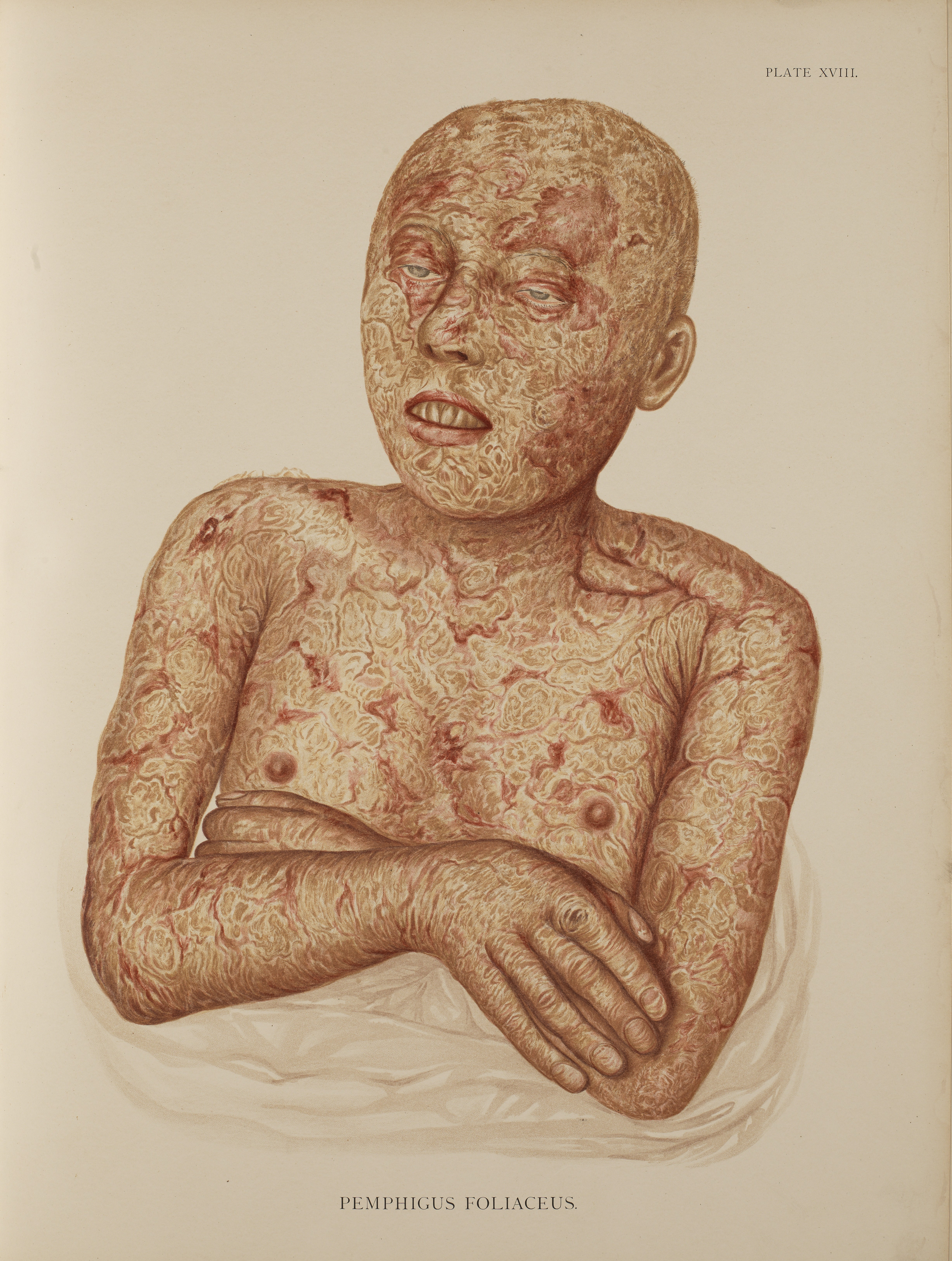
遍及山半身的落叶型天疱疮男病患图示

落葉型天疱瘡又称剥脱性天疱疮，是一种慢性复发性以表皮内大疱形成为特点的自身免疫性皮肤病。由于其水疱易破结痂，痂下糜烂，痂上增厚，干痂脱落犹似树叶落地，故得其名。
落叶型天疱疮的皮肤损害是松弛大疱，与寻常天疱疮的表现相同，以后发展成全身性鳞屑而像剥脱性皮炎，鳞屑下面有些渗液并有特殊臭味，此时大疱不明显或是看不到。
落葉型天疱瘡通常发生于成人，也在貓、狗身上出現，以貓隻較為常見。治療這種疾病往往會處方類固醇及外塗的藥膏。

## 组织病理
组织病理特征是角化过度，角质层下水疱，疱内可见少量中性粒细胞，早期水疱的棘层松解发生在表皮上部，接近或在颗粒层内。真皮浅层血管周围有中等量以淋巴细胞为主的炎性细胞浸润，其间可见嗜酸性粒细胞。由于水疱表浅，在病理取材时得到完整的水疱是很困难的，通常在水疱的顶部或底部可以找到少数棘刺松解细胞。

## 外部連結
- 有關落葉型天疱瘡[永久]